# Xiao Wu
Xiao Wu é um filme de drama chinês de 1997 dirigido e escrito por Jia Zhangke. Protagonizado por Wang Hongwei e Hao Hongjian, estreou no Festival Internacional de Cinema de Berlim, em 18 de fevereiro de 1988.

## Elenco
- Wang Hongwei
- Hao Hongjian